# Saint-Rémy (Saône-et-Loire)
Saint-Rémy is een gemeente in het Franse departement Saône-et-Loire (regio Bourgogne-Franche-Comté). De plaats maakt deel uit van het arrondissement Chalon-sur-Saône. Saint-Rémy telde op 1 januari 2022 6.476 inwoners.

## Geografie
De oppervlakte van Saint-Rémy bedroeg op 1 januari 2022 10,38 vierkante kilometer; de bevolkingsdichtheid was toen 623,9 inwoners per km².

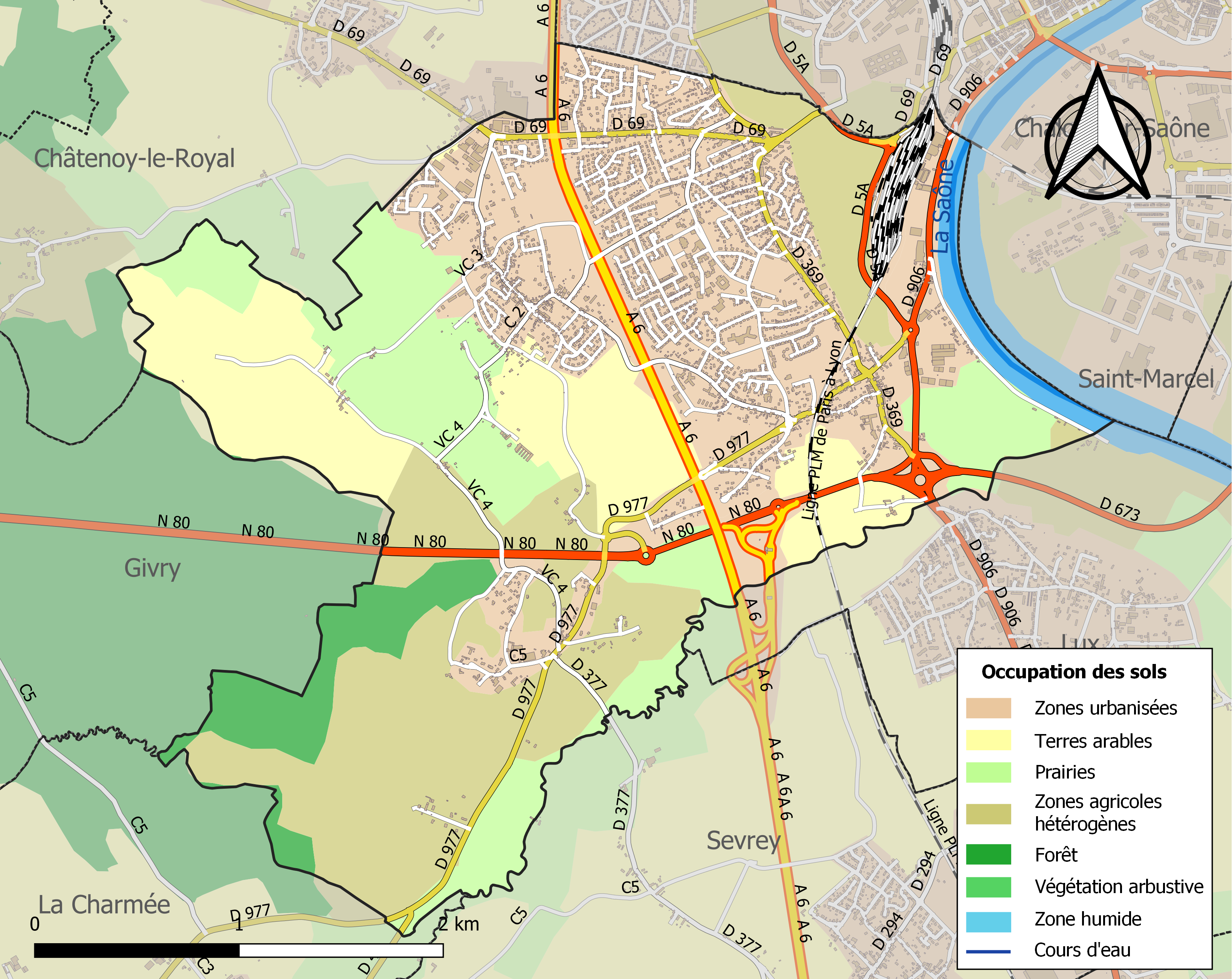
Kaart van de gemeente met de belangrijkste infrastructuur, bodemgebruik en omliggende gemeenten

## Demografie
Onderstaande figuur toont het verloop van het inwonertal (bron: INSEE-tellingen).

## Geboren
- Rachida Dati (1965), politica
- Benjamin Griveaux (1977), politicus
- François Fargère (1985), schaker